# Hans Müther
Hans Friedrich Ernst Müther (* 1. August 1907 in Neubrandenburg; † 16. Juni 1996 in Ratzeburg) war ein deutscher Bauingenieur, Architekt und Denkmalpfleger.

## Leben und Wirken
Er war der Sohn des Lehrers Albert Müther und legte in Neubrandenburg das Abitur ab. Nach dem Studium promovierte er zum Dr.-Ing. und arbeitete als Städtischer Oberbaudirektor in Uelzen. Er war außerdem als Regierungsbaurat u. a. in München und Braunschweig tätig gewesen. In der DDR wirkte er einige Zeit am Institut für Denkmalpflege in Berlin.

## Schriften (Auswahl)
- mit Ute Schwarzzenberger: Der Dom zu Havelberg. (= Das Christliche Denkmal 13) Berlin: Union 1954 (Digitalisat)
- Die Marienkirche zu Prenzlau. Union Verlag, Berlin 1954.
- (mit Waltraud Volk): Der Dom zu Brandenburg. Union Verlag, Berlin 1955.
- Baukunst in Brandenburg bis zum beginnenden 19. Jahrhundert. Sachsenverlag, Dresden 1955.
- Berlins Bautradition. Kleine Einführung. Verlag Das neue Berlin [1956].
- (mit Waltraud Volk): Die Klosterkirche zu Jerichow. Union Verlag, Berlin [1959].